# Mi hogar, mi destino
Doğduğun Ev Kaderindir (en español: Mi hogar, mi destino) es una serie de televisión dramática turca compuesta por 43 episodios divididos en dos temporadas, emitida en TV8 del 25 de diciembre de 2019 al 12 de mayo de 2021. Está dirigida por Çağrı Bayrak, escrita por Eylem Canpolat, Ayşenur Sıkı, Defne Gürsoy, Doruk Erengül, Seray Şahiner, Selcan Özgür, Berrin Tekdemir y Firuze Engin, producida por OGM Pictures y protagonizada por Demet Özdemir, İbrahim Çelikkol y Engin Öztürk. Fue adaptada del libro Camdaki Kız del escritora Gülseren Budaçioğlu.

## Sinopsis
Zeynep Göksu nace en una familia pobre y tiene pocas oportunidades en la vida. Su padre es un alcohólico maltratador, su madre débil y su hermano mayor muere por falta de tratamiento médico. Pero su suerte cambia de repente cuando la familia que emplea a su madre como empleada doméstica se ofrece a adoptar a la niña. Sus padres están de acuerdo con la esperanza de darle a su hija una vida mejor. La inocente Zeynep se convierte en una joven inteligente, educada y hermosa, comprometida para casarse con un hombre soñado de la alta sociedad. Sin embargo, su vida vuelve a dar un giro inesperado cuando su madre biológica reaparece, buscando recuperar el control de la vida de su hija y llevarla de regreso al hogar donde nació.

## Reparto

### Personajes principales
- Demet Özdemir como Zeynep Göksu (episodios 1-43)
- İbrahim Çelikkol como Mehdi Karaca (episodios 1-37)
- Engin Öztürk como Barış Tunahan (episodios 15-43)
- Zuhal Gencer como Sakine (episodios 1-43)
- Senan Kara como Nermin (episodios 1-43)
- Elif Sönmez como Cemile (episodios 1-43)
- Hülya Duyar como Sultan (episodios 1-43)
- Fatih Koyunoğlu como Nuh (episodios 1-43)
- Naz Göktan como Emine (episodios 1-43)
- İncinur Sevimli como Benal (episodios 1-39, 43)
- Helin Kandemir como Kibrit / Dilara (episodios 1-34)
- Kaan Altay Köprülü como Savaş Tunahan (episodios 24-43)
- Hakan Salınmış como Ali Rıza Dayı (episodios 27-43)
- Nurşim Demir como Zeliha (episodios 1-12)
- Zeynep Kumral como Müjgan (episodios 1-23)
- Engin Hepileri como Faruk (episodios 1-18)
- Kazım Sinan Demirer como Bayram (episodios 1-27)

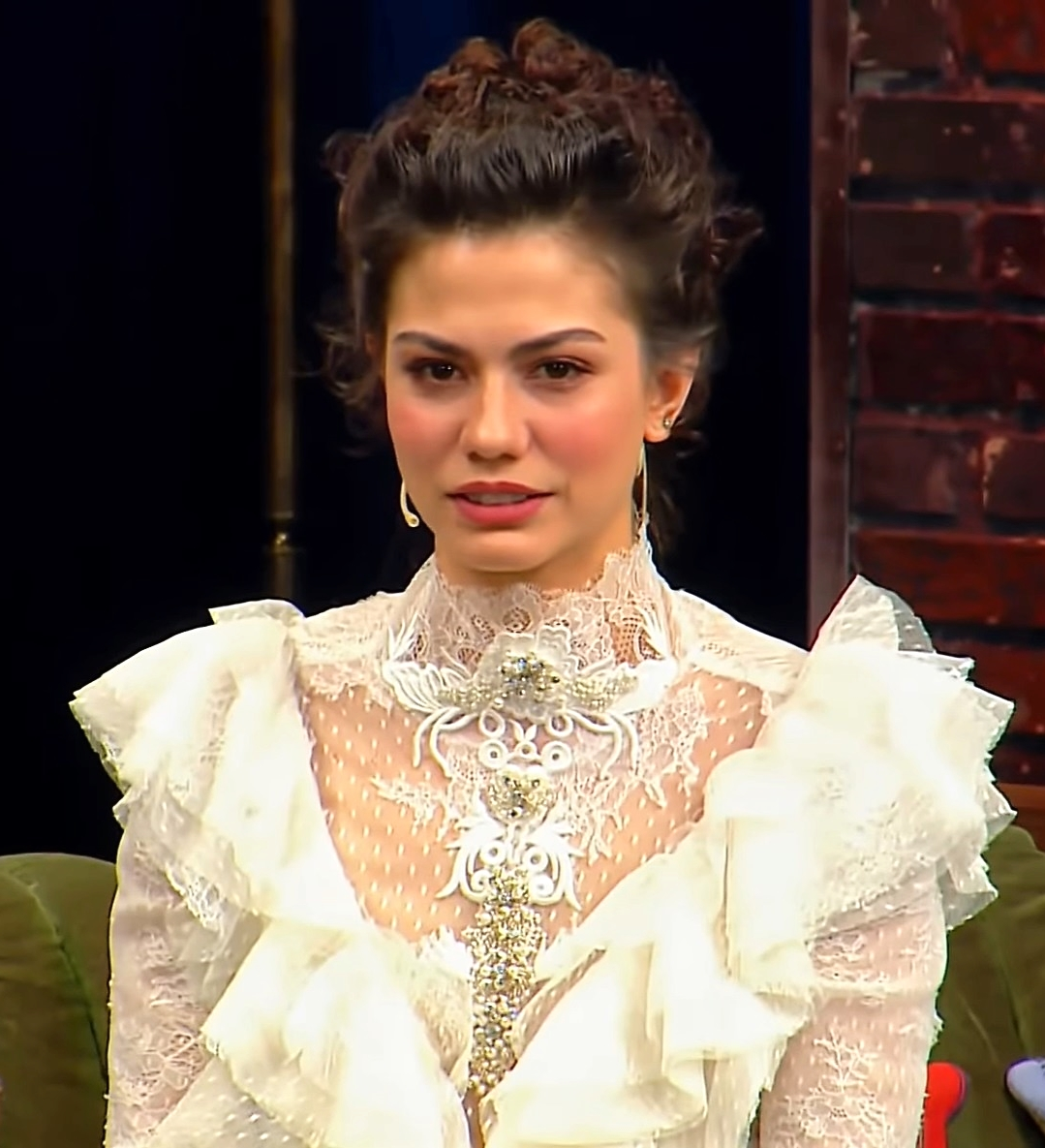
Demet Özdemir interpreta a Zeynep Göksu
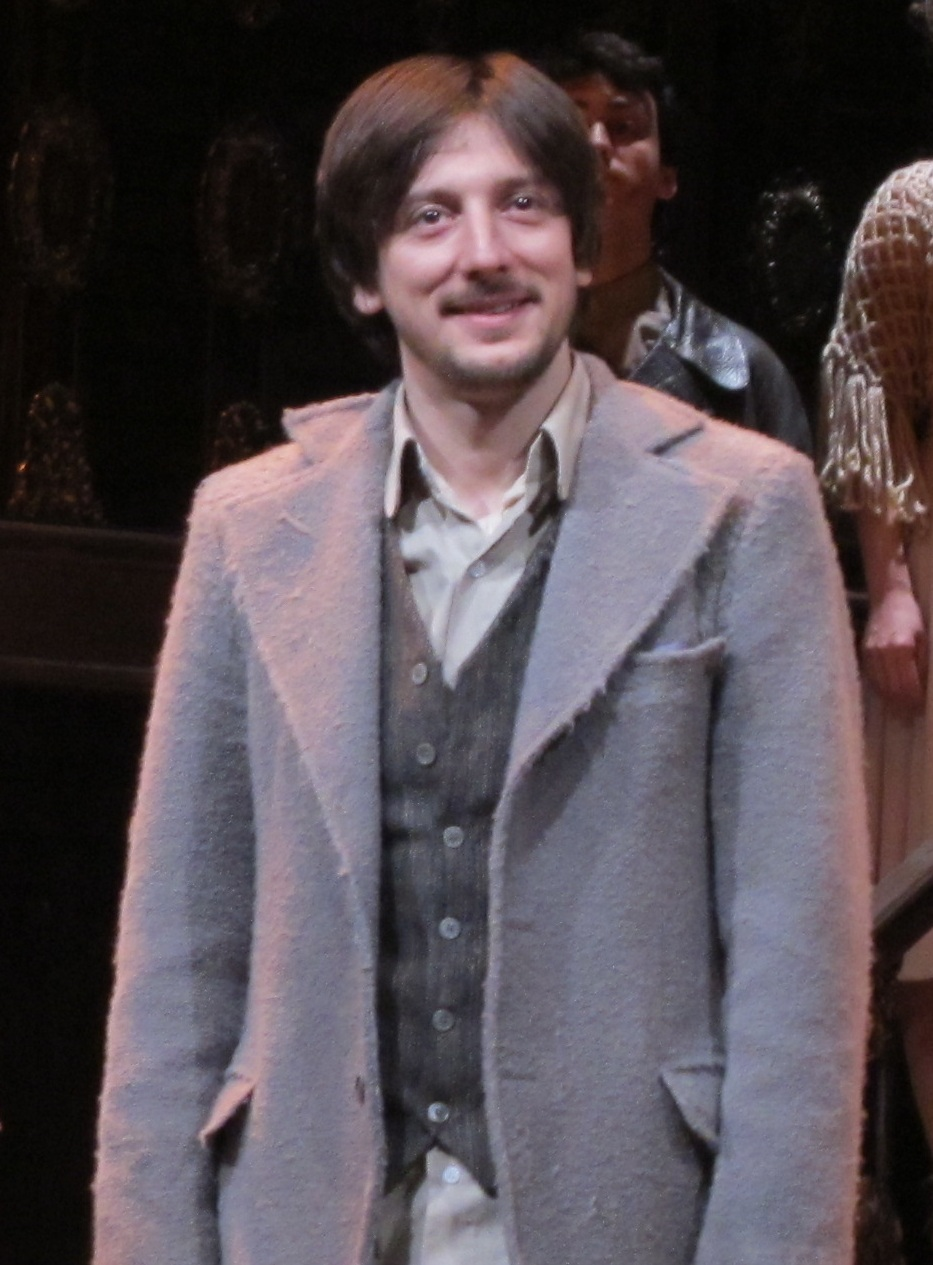
Engin Hepileri interpreta a Faruk
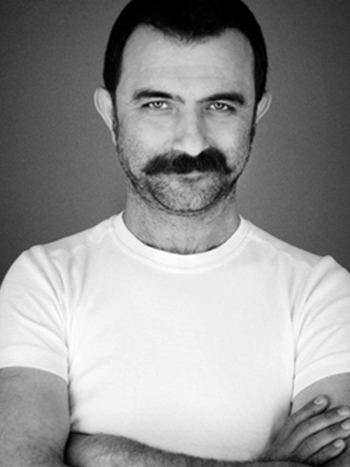
Kazım Sinan Demirer interpreta a Bayram

### Personajes secundarios
- Nail Kırmızıgül como Ekrem (episodios 1-12)
- Kayra Zabcı como Yasemin (episodios 1-12)
- Beren Nur Karadis como Zeynep Göksu niña (episodios 1, 3, 6-7, 10, 16-17)
- Alp Akar como Remzi (episodios 1-12)
- Mehmet Korhan Fırat como Celal (episodios 1-4, 7, 10)
- Ali Oğuz Şenol como Tolga (episodios 1-3)
- Sultan Köroglu Kiliç como Duriye (episodios 1-3)
- Cengiz Aydoğan como Hombre de Celal (episodios 1-2, 7)
- Emir Talha como Yaldiz Ali (episodios 1-22)
- Hilal Uysun como Meltem (episodios 5-10, 38, 40-42)
- Cihangir Kose como Abogado Hüseyin (episodios 5-6, 8, 18-19, 25-28)
- Bahar Gökçeri como Asistente (episodio 7)
- Basak Aygün como Selin (episodios 12-15)
- Binnur Kaya como Doctora Manolya Yadigaroglu (episodio 13)
- Gülçin Kültür Şahin como Secretaria Tuna (episodio 13)
- Gulru Sinem Akkaya como Beril (episodios 15-17, 19-24, 26-28, 30, 33, 38-39, 43)
- Aysegul Turkoglu como Ceren (episodios 13-17, 19-28, 31, 36-37, 43)
- Teoman Kumbaracıbaşı como Burhan (episodios 16-22)
- Macit Taştan como Murat (episodios 16-28)
- Kübra Balcan como Seyhan (episodios 16, 19, 24, 26-28, 30)
- Ayşe Akın como Nazli (episodios 18-22, 24)
- Selin Selvi como Cathy (episodios 24-25, 27)
- Coraline Chapatte como Aleksandra (episodios 28-38, 40-43)
- Rıza Akın como Cengiz (episodios 28, 30-33, 36-37)
- Ebru Cündübeyoğlu como Özlem Tunahan Poyraz (episodios 29-35)
- İnanç Konukçu como Meto / Metin (episodios 32-37)
- Erkan Petekkaya como Sadi (episodio 37)
- Gülcan Arslan como Nesrin / Gülbin Göksu (episodios 38-43)
- Fırat Doğruloğlu como Tekin Aksel (episodios 39-43)
- Latife Burcu Arslan como Asli (episodios 40-41, 42)
- Eftelya Bilen como Nesrin / Gülbin Göksu niña (episodio 42)

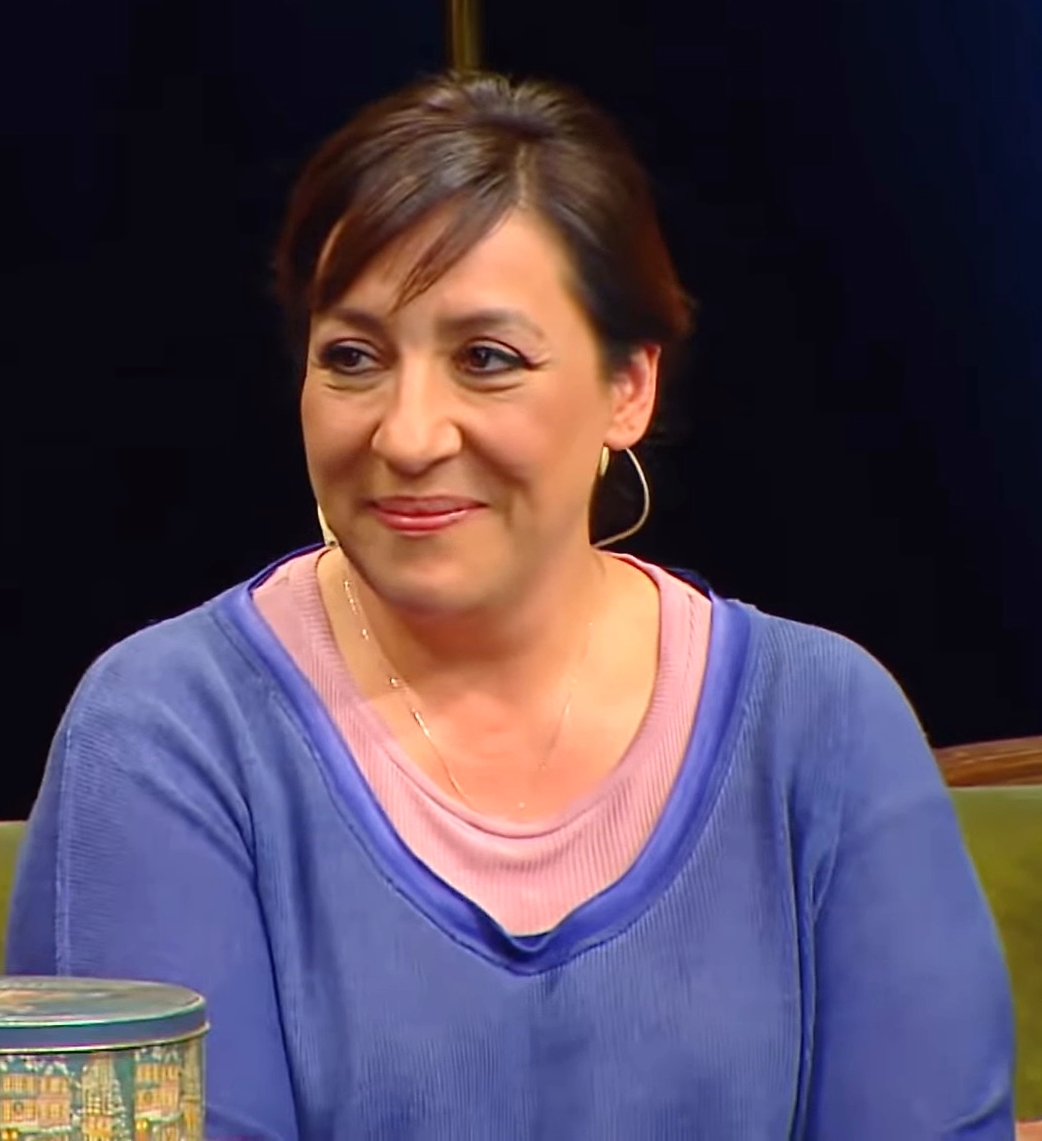
Binnur Kaya interpreta a la Doctora Manolya Yadigaroglu
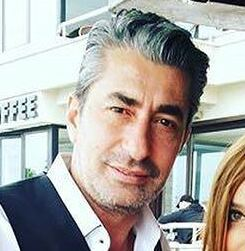
Erkan Petekkaya interpreta a Sadi

## Temporadas
| Temporada | Temporada | Episodios | Rango de episodios | Emisión original         | Emisión original   |
| Temporada | Temporada | Episodios | Rango de episodios | Inicio                   | Final              |
| --------- | --------- | --------- | ------------------ | ------------------------ | ------------------ |
|           | 1         | 12        | 1 - 30             | 25 de diciembre de 2019  | 1 de julio de 2020 |
|           | 2         | 31        | 1 - 99             | 30 de septiembre de 2020 | 12 de mayo de 2021 |

## Producción
La serie está dirigida por Çağrı Bayrak, escrita por Eylem Canpolat, Ayşenur Sıkı, Defne Gürsoy, Doruk Erengül, Seray Şahiner, Selcan Özgür, Berrin Tekdemir y Firuze Engin y producida por OGM Pictures. Además, fue adaptado del libro Camdaki Kız del escritora Gülseren Budaçioğlu

### Rodaje
La serie se rodó en Estambul, concretamente en las localizaciones de Pier Loti, distrito de Beykoz, playa del Bósforo, distrito de Balat, distrito de Eyüp y en la costa de Shkodër, junto a la Torre de la Doncella.

## Distribución

### Turquía
Originalmente la serie se emitió en TV8: del 25 de diciembre de 2019 al 12 de mayo de 2021 la primera temporada se emitió del 25 de diciembre de 2019 al 1 de julio de 2020, mientras que la segunda temporada se emitió del 30 de septiembre de 2020 al 12 de mayo de 2021.
Composición de la apuesta
Originalmente la serie consta de dos temporadas de 43 episodios, cada uno de los cuales dura aproximadamente 130 minutos: la primera temporada incluye los primeros 12 episodios (episodios 1-12), mientras que la segunda temporada incluye los 31 restantes (episodios 13-43).

## Premios y reconocimientos
| Año  | Premio                            | Categoría                                          | Nominados                                                                 | Resultado |
| ---- | --------------------------------- | -------------------------------------------------- | ------------------------------------------------------------------------- | --------- |
| 2020 | International Izmir Film Festival | Mejor serie de televisión                          | Doğduğun Ev Kaderindir                                                    | Nominada  |
| 2020 | International Izmir Film Festival | Mejor actriz en una serie de televisión            | Demet Özdemir                                                             | Nominada  |
| 2020 | International Izmir Film Festival | Mejor actor en una serie de televisión             | İbrahim Çelikkol                                                          | Nominado  |
| 2020 | International Izmir Film Festival | Mejor actor de reparto en una serie de televisión  | Engin Hepileri                                                            | Nominado  |
| 2020 | International Izmir Film Festival | Mejor actriz de reparto en una serie de televisión | Zuhal Gencer                                                              | Nominada  |
| 2020 | International Izmir Film Festival | Mejor director en una serie de televisión          | Çağrı Bayrak                                                              | Ganador   |
| 2020 | International Izmir Film Festival | Mejor guion en una serie de televisión             | Eylem Canpolat, Ayşenur Sıkı, Defne Gürsoy, Doruk Erengül y Seray Şahiner | Ganadores |
| 2020 | PRODU Awards                      | Mejor actriz en una serie extranjera               | Demet Özdemir                                                             | Nominada  |
| 2020 | Turkey Youth Awards               | Mejor actriz de televisión                         | Demet Özdemir                                                             | Nominada  |
| 2021 | Ayakli Gazete TV Stars Awards     | Mejor actriz en una serie de televisión            | Demet Özdemir                                                             | Nominada  |
| 2022 | Turkey Youth Awards               | Mejor actriz de televisión                         | Demet Özdemir                                                             | Nominada  |